# 荘河属相灯

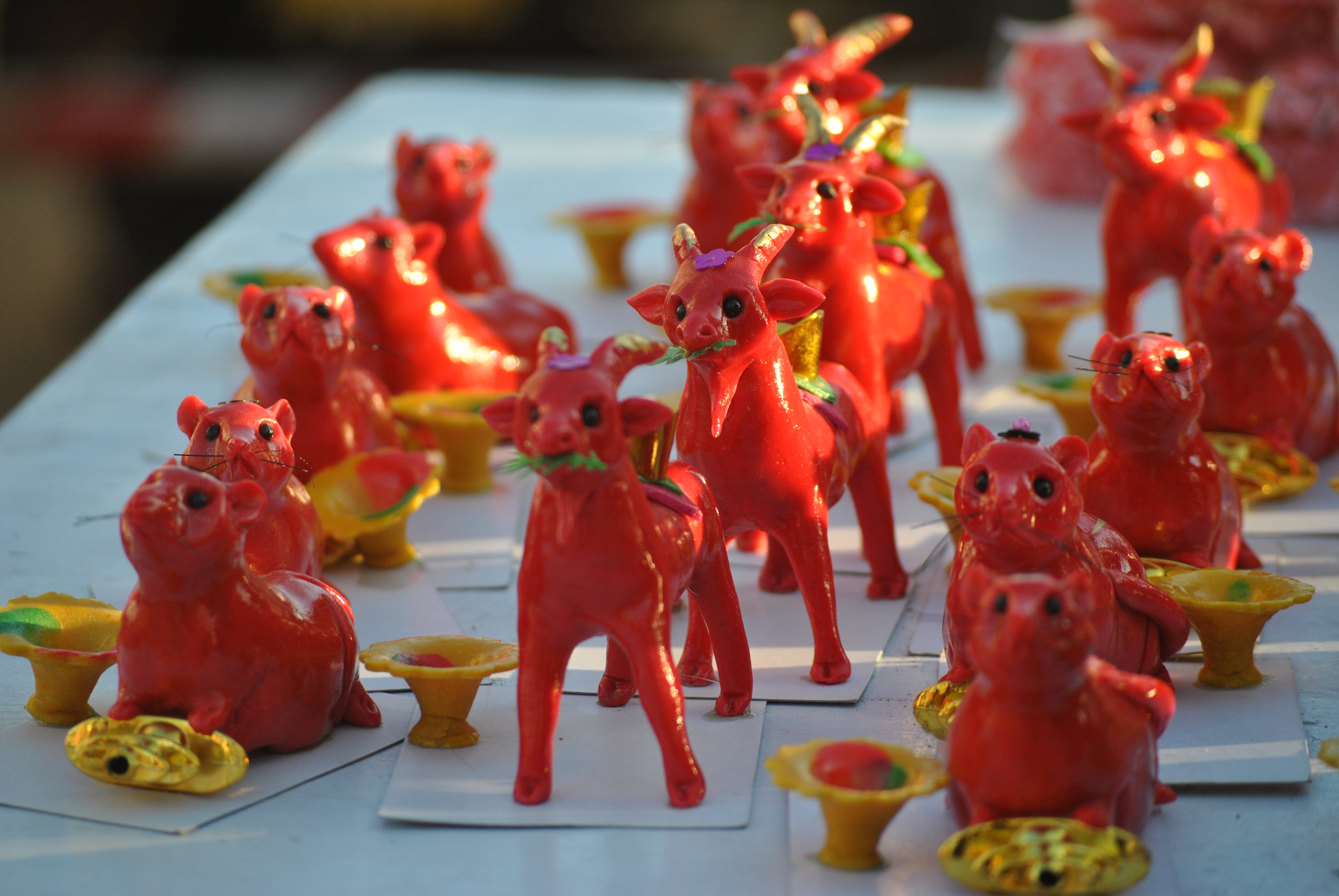
元宵節を前に、荘河の街角で売られている属相灯。土人形の横にロウソク皿が付いている形式のもの。色は赤が多い。

荘河属相灯（中国語：庄河属相灯）は、中華人民共和国遼寧省大連市の県級市・荘河市一帯に伝わる元宵節（旧暦１月１５日）の伝統民間風俗。満月の夜、自身の干支（属相）人形（土人形）のそばにロウソクを灯して、一年の無病息災を願う。

## 概略
明末清初の「闖関東」（遼東以北への移住）により荘河一帯に流入した山東省の移民が持ち込んだものといわれている。荘河特有の風俗で、地理的に近い大連や瓦房店、普蘭店、丹東などでは見られない。
１５日の夜、干支のほか、金色のヒキガエル（金蟾）や魚（「年年有餘」で豊かさを表す）など縁起物・吉祥物にロウソクを灯して、元宵節を家族団欒で楽しく過ごす。ロウソクの炎が大きく、長く燃えるほどその年の運勢が良いとされる。
かつては農家の女性の多くが、きな粉などで属相灯を自作（捏生肖）していたが、現在は、露天市場で既製品を購入する人が多い。
2007年、大連市非物質文化遺産に登録された。